# Бругиера голокорневая
Бругиера голокорневая (лат. Bruguiera gymnorhiza) — вид растений семейства Ризофоровые.

## Описание
Вечнозелёное дерево, высотой 8—25 м, иногда достигающее 35 м. Ствол диаметром 40—90 см, у основания укреплён плоскими вертикальными выростами. Относительно медленнорастуущее и предположительно долгоживущее. Для корневой системы характерны многочисленные коленчатые корни, способствующие снабжению кислородом подземных частей. Они растут неглубоко под поверхностью почвы, периодически поднимаясь над ней и погружаясь снова. Крона коническая у молодых деревьев, с возрастом теряет правильность формы. Кора коричневая, грубая. Листья собраны на концах ветвей, длина 60-120 мм ширина 20-60 мм, блестящие, гладкие, слегка изогнуты книзу. Цветки одиночные, длиной 40 мм, цвет лепестков кремовый, чашелистники зелёные в тени, розовые на солнце. Направлены книзу, опыляются в дневное время преимущественно птицами. Плоды — мясистые ягоды длиной до 25 мм. Прорастают прямо на материнском растении, проростки достигают длины 11 см.

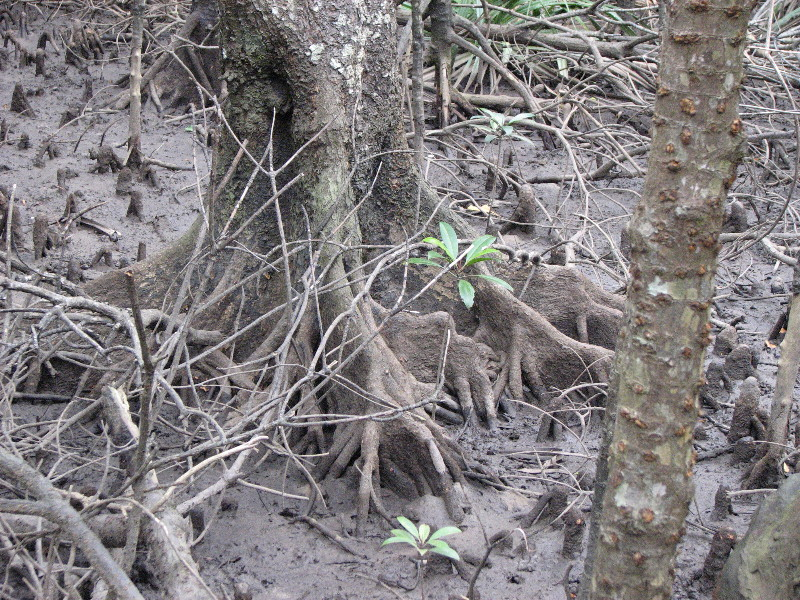
Нижняя часть ствола
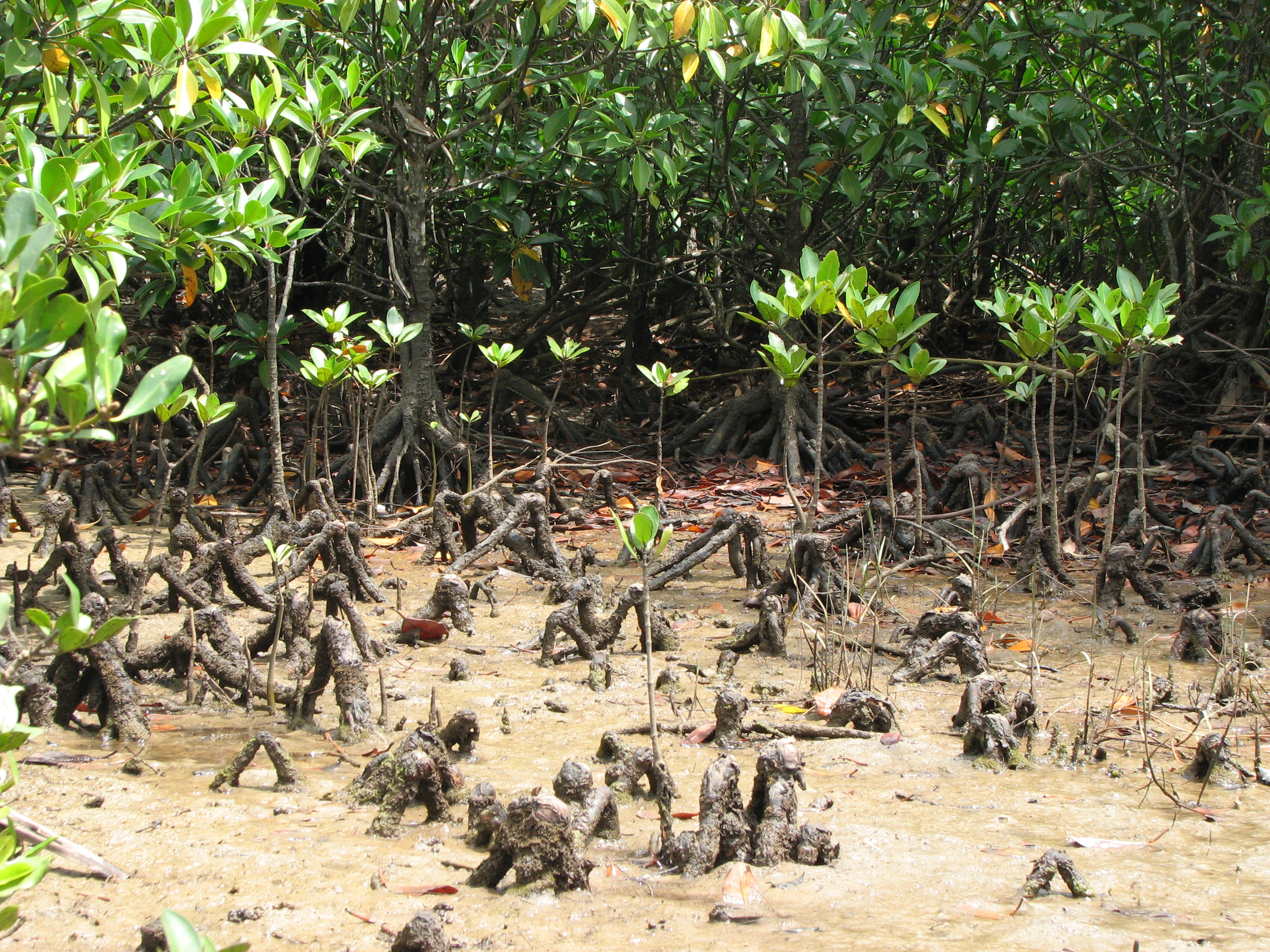
Коленчатые корни
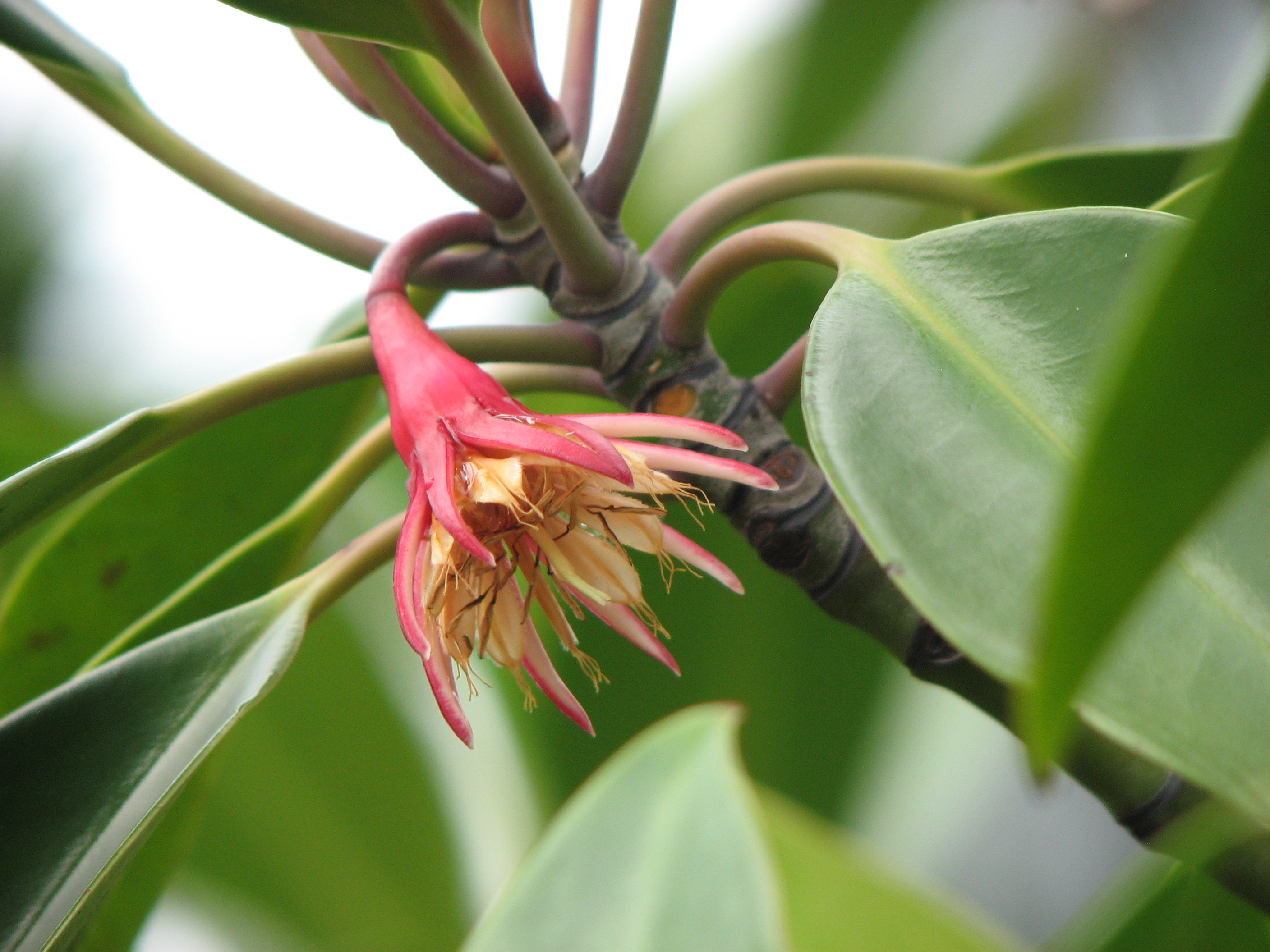
Цветок
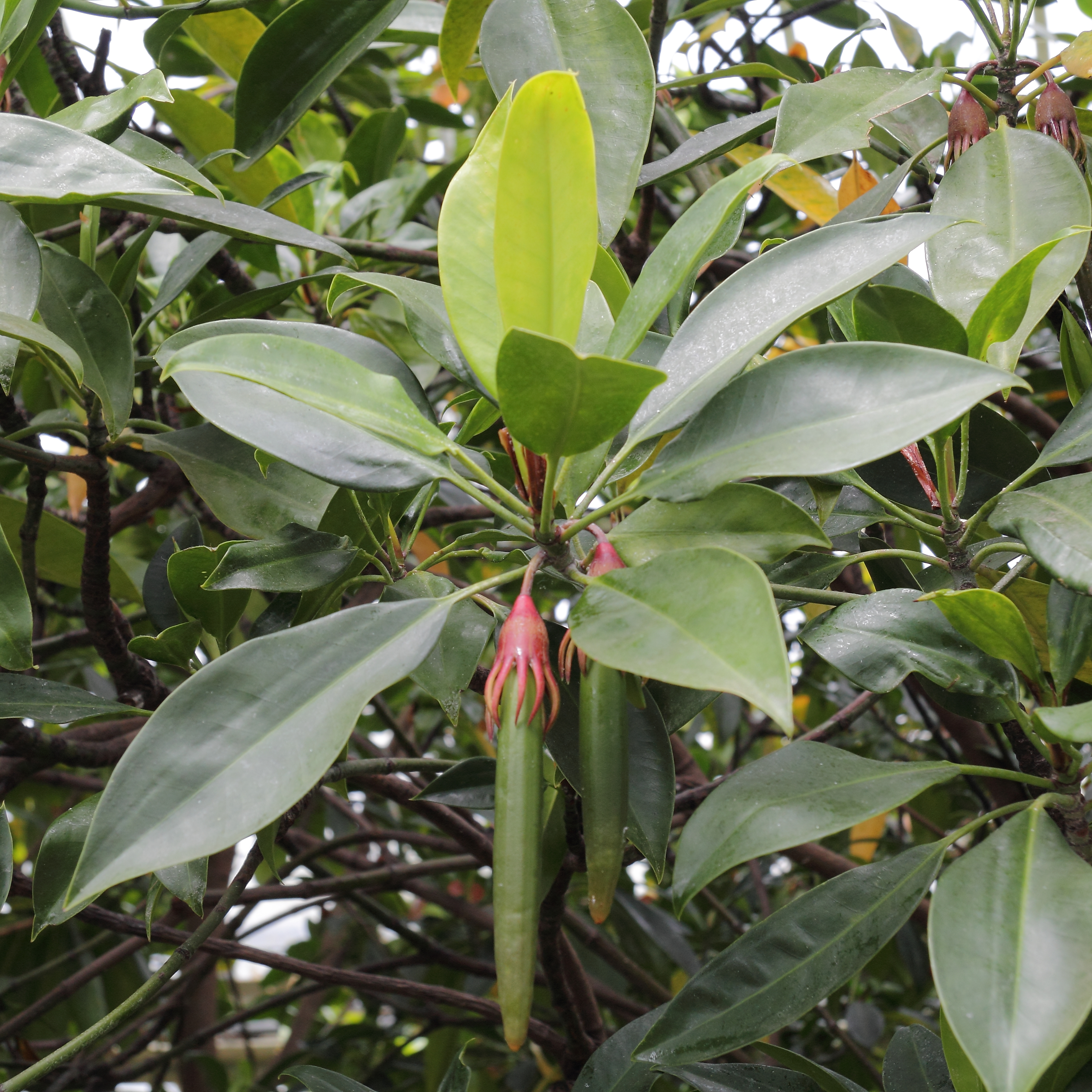
Проростки на ветви

## Места произрастания
Произрастает в мангровых лесах в местах, которые достают приливы, но находящихся не ниже среднего уровня моря и затапливаемых приливами не более, чем на 2 м. Широко распространена в Восточном полушарии по берегам Индийского океана и западной части Тихого океана, в южной части африканского побережья Атлантики. Интродуцирована на Гавайи.